# Джонстон, Нил
Дональд Нил Джонстон (англ. Donald Neil Johnston; 4 февраля 1929 года, Чилликоте, штат Огайо — 28 сентября 1978 года, Ирвинг, штат Техас) — американский профессиональный баскетболист, который выступал за команду Национальной баскетбольной ассоциации «Филадельфия Уорриорз» с 1951 по 1959 годы. Играл на позиции центрового. В 1990 году избран посмертно в Зал славы баскетбола.

## Биография
Джонстон учился в старшей школе Чилликоте в Огайо, где выступал за местную баскетбольную команду и дважды выбирался в сборную всех звёзд штата. Позже он поступил в университет штата Огайо, где выступал за баскетбольную и бейсбольную сборные. В 1948 году он покинул университет и подписал контракт с бейсбольным клубом «Филадельфия Филлис» на выступления в её фарм-клубе «Терре-Хот Филлис» в одной из низших лиг. Там он отыграл два с половиной сезона на позиции питчера. К середине своего третьего сезона в бейсболе он одержал три победы при девяти поражениях и Джонсон решил попробовать себя в профессиональном баскетболе. С помощью своего менеджера Джима Уорда ему удалось попасть в тренировочный лагерь «Филадельфии Уорриорз».
Джонстон три сезона подряд с 1952/53 по 1954/55 год был самым результативным игроком регулярного чемпионата. В сезоне 1954/55 он также стал лидером чемпионата по подборам. Всю свою игровую карьеру он провёл в команде «Филадельфия Уорриорз», с которой в сезоне 1955/56 завоевал чемпионский титул. Джонстон шесть раз играл в матче всех звёзд НБА, а также пять раз включался в сборную всех звёзд НБА. Из-за серьёзной травмы запястья он был вынужден закончить игровую карьеру в 1959 году. По окончании игровой карьеры он стал тренером «Уорриорз», с которыми одержал 95 побед и потерпел 59 поражений.
В 1980 году Джонсон был посмертно включён в Спортивный зал славы Пенсильвании, в 1990 году в Зал славы баскетбола и в Баскетбольный зал славы Огайо, а в 2005 году в Спортивный зал славы Филадельфии.

## Статистика

### Статистика в НБА
| Сезон                                                                                    | Команда              | Регулярный сезон | Регулярный сезон | Регулярный сезон | Регулярный сезон | Регулярный сезон | Регулярный сезон | Регулярный сезон | Регулярный сезон | Регулярный сезон | Регулярный сезон | Регулярный сезон | Серия плей-офф | Серия плей-офф | Серия плей-офф | Серия плей-офф | Серия плей-офф | Серия плей-офф | Серия плей-офф | Серия плей-офф | Серия плей-офф | Серия плей-офф | Серия плей-офф |
| Сезон                                                                                    | Команда              | GP               | GS               | MPG              | FG%              | 3P%              | FT%              | RPG              | APG              | SPG              | BPG              | PPG              | GP             | GS             | MPG            | FG%            | 3P%            | FT%            | RPG            | APG            | SPG            | BPG            | PPG            |
| ---------------------------------------------------------------------------------------- | -------------------- | ---------------- | ---------------- | ---------------- | ---------------- | ---------------- | ---------------- | ---------------- | ---------------- | ---------------- | ---------------- | ---------------- | -------------- | -------------- | -------------- | -------------- | -------------- | -------------- | -------------- | -------------- | -------------- | -------------- | -------------- |
| 1951/52                                                                                  | Филадельфия Уорриорз | 64               |                  | 15,5             | 47,2             |                  | 66,2             | 5,3              | 0,6              |                  |                  | 6,0              | 3              |                | 10,7           | 50,0           |                | 75,0           | 3,3            | 0,3            |                |                | 5,3            |
| 1952/53                                                                                  | Филадельфия Уорриорз | 70               |                  | 45,2             | 45,2             |                  | 70,0             | 13,9             | 2,8              |                  |                  | 22,3             | Не участвовал  | Не участвовал  | Не участвовал  | Не участвовал  | Не участвовал  | Не участвовал  | Не участвовал  | Не участвовал  | Не участвовал  | Не участвовал  | Не участвовал  |
| 1953/54                                                                                  | Филадельфия Уорриорз | 72               |                  | 45,8             | 44,9             |                  | 74,7             | 11,1             | 2,8              |                  |                  | 24,4             | Не участвовал  | Не участвовал  | Не участвовал  | Не участвовал  | Не участвовал  | Не участвовал  | Не участвовал  | Не участвовал  | Не участвовал  | Не участвовал  | Не участвовал  |
| 1954/55                                                                                  | Филадельфия Уорриорз | 72               |                  | 40,5             | 44,0             |                  | 76,6             | 15,1             | 3,0              |                  |                  | 22,7             | Не участвовал  | Не участвовал  | Не участвовал  | Не участвовал  | Не участвовал  | Не участвовал  | Не участвовал  | Не участвовал  | Не участвовал  | Не участвовал  | Не участвовал  |
| 1955/56                                                                                  | Филадельфия Уорриорз | 70               |                  | 37,1             | 45,7             |                  | 80,1             | 12,5             | 3,2              |                  |                  | 22,1             | 10             |                | 39,7           | 40,8           |                | 70,7           | 14,3           | 5,1            |                |                | 20,3           |
| 1956/57                                                                                  | Филадельфия Уорриорз | 69               |                  | 36,7             | 44,7             |                  | 82,6             | 12,4             | 2,9              |                  |                  | 22,8             | 2              |                | 42,0           | 32,1           |                | 66,7           | 17,5           | 4,5            |                |                | 19,0           |
| 1957/58                                                                                  | Филадельфия Уорриорз | 71               |                  | 33,9             | 42,9             |                  | 81,9             | 11,1             | 2,3              |                  |                  | 19,5             | 8              |                | 23,6           | 38,5           |                | 81,8           | 8,6            | 1,8            |                |                | 10,9           |
| 1958/59                                                                                  | Филадельфия Уорриорз | 28               |                  | 14,0             | 32,9             |                  | 78,4             | 5,0              | 0,8              |                  |                  | 6,3              | Не участвовал  | Не участвовал  | Не участвовал  | Не участвовал  | Не участвовал  | Не участвовал  | Не участвовал  | Не участвовал  | Не участвовал  | Не участвовал  | Не участвовал  |
|                                                                                          | Всего                | 516              |                  | 35,5             | 44,4             |                  | 76,8             | 11,3             | 2,5              |                  |                  | 19,4             | 23             |                | 30,5           | 39,0           |                | 73,4           | 11,2           | 3,3            |                |                | 15,0           |
| Наведите курсор мыши на аббревиатуры в заголовке таблицы, чтобы прочесть их расшифровку. |                      |                  |                  |                  |                  |                  |                  |                  |                  |                  |                  |                  |                |                |                |                |                |                |                |                |                |                |                |